# عباس مهری
سید عباس (حسینی) مهری (زادهٔ ۱۲۹۴ - درگذشتهٔ ۲۶ بهمن ۱۳۶۶) نمایندهٔ سید روح‌الله خمینی در کویت و مؤسس بنیاد معارف اسلامی قم بود.

## زندگی‌نامه
سید عباس مهری در سال ۱۲۹۴ خورشیدی مطابق با ۱۳۳۳ (قمری) در شهر مُهر واقع در جنوب فارس زاده‌شد. او دوران کودکی و نوجوانی را در زادگاهش با آموختن مراحل مقدماتی علوم دینی سپری نمود و خود را در سال‌های ۱۳۴۹/۱۳۵۰ قمری به حوزه علمیه نجف رسانید و شروع به فراگیری علوم همت گماشت. کتب، اعلامیه‌ها و فتاوی روح‌الله خمینی در کویت با نظارت مستقیم او چاپ و نشر و به‌طور رایگان در اختیار مردم قرار می‌گرفت.

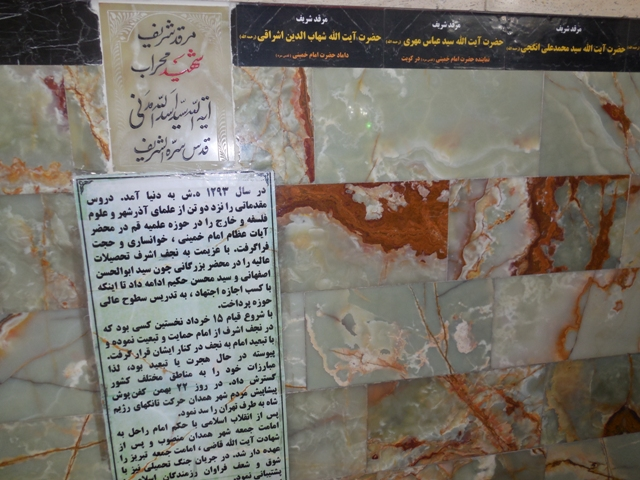
قبر عباس مهری در حرم فاطمه معصومه در قم

وی بنا به درخواست مردم کویت راهی آنجا شد. او در کویت به تدریس و برگزاری مجالس وعظ و خطابه و اقامه نماز در مسجد شعبان می‌پرداخت.
پس از پیروزی انقلاب وی از سوی روح‌الله خمینی به امامت جمعه در کشور کویت منصوب شد. با آغاز جنگ ایران و عراق، در سال۱۳۶۰، وی از کویت اخراج و به کشور ایران بازگشت.

## استادان
- محمد باقر محلاتی
- محمد تقی بحرالعلوم
- سید محمود حسینی شاهرودی[۵]

## فعالیت‌های اجتماعی
- بازسازی و تجدید بنای مدارس علمیه از جمله مدرسه قزوینی و مدرسه بخارایی در نجف.
- تأسیس مساجد برای شیعیان ساکن در منطقه خلیج فارس (از جمله کویت، بحرین، قطر و امارات متحده عربی) و تأسیس و تعمیر مساجد زیادی در گوشه و کنار ایران.
- تأسیس اولین مدرسه دخترانه به نام مدرسه جعفری برای دوران ابتدایی تا دبیرستان در کویت.[نیازمند منبع]
- بسیج عده‌ای از اهالی منطقه فارس و شهرستان لامرد، به منظور توزیع مواد غذایی مورد نیاز مردم در زمان قحطی پس از جنگ جهانی دوم.
- تأسیس «بنیاد معارف اسلامی قم» برای تحقیق و تدوین تاریخ جامعی برای تشیع از آغاز تاکنون.[۶]

## درگذشت
وی در ۲۶ بهمن ۱۳۶۶ در تهران در سن ۷۵ سالگی درگذشت و در حرم فاطمهٔ معصومه به خاک سپرده شد.

## تألیفات
- شعاع من التاریخ
- تفسیر سوره
- اهل الکتاب
- دروس فی العین
- رساله در حرمت گوشت خوک